# Albert Edelfelt
Albert Gustaf Aristides Edelfelt (Porvoo, 21 luglio 1854 – Porvoo, 18 agosto 1905) è stato un pittore finlandese.

## Biografia

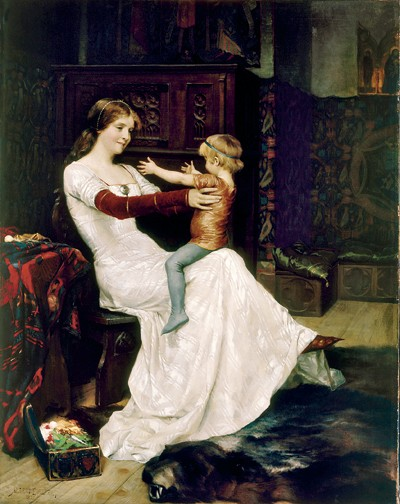
"Madre e figlio", dipinto di Albert Gustaf Aristides Edelfelt

Figlio dell'architetto Carl Albert, le sue opere sono principalmente esposte all'Ateneum di Helsinki, al Musée d'Orsay di Parigi, dove visse per parte della sua vita, e a Porvoo, dove nacque.
Edelfelt fu uno dei primi artisti finlandesi a raggiungere la fama internazionale. Ebbe un considerevole successo a Parigi e fu uno dei fondatori del movimento realista in Finlandia. Influenzò inoltre molti giovani pittori finlandesi come Akseli Gallen-Kallela.

## Opere principali
- La regina Bianca (Kuningatar Blanka), 1877
- Il duca Carlo insulta il cadavere di Klaus Fleming (Hertig Karl, skymfande Klas Flemings lik), 1878
- Il funerale del bambino (Lapsen ruumissaatto), 1879
- Ritratto di Alfred Koechlin-Schwartz, 1880